# Ariel (Gerhard)
Ariel es un ballet compuesto Robert Gerhard en 1934. La obra fue encargada por los Ballets Rusos de Montecarlo (compañía surgida después de la desaparición de los Ballets Rusos de Diaghilev). La suite del ballet fue estrenada en 1936. Así mismo, también fue la última obra que se estrenaría en Cataluña hasta los años cincuenta.

## Contexto histórico
El primer ballet de Gerhard fue un encargo de los Ballets Rusos de Montecarlo. Según el testigo de Joaquim Homs, fueron Antal Doráti, director de orquesta y asesor de los ballets, y Leónide Massine, que en aquella época era primer bailarín y coreógrafo de la compañía, los que propusieron a Gerhard de componer la música para un ballet. Probablemente, el encargo vino de un intermediario, el pintor Joan Miró, quien había trabajado con Massine anteriormente y mantenía el contacto para la creación de un nuevo espectáculo. El proyecto se inició el verano de 1934. El mismo Gerhard explicó a la revista Música Viva la innovadora concepción del ballet, puesto que poeta, pintor y compositor estuvieron trabajando de manera independiente de acuerdo con unos principios generales compartidos, y que finalmente el coreógrafo sería el encargado de ofrecer unidad a la obra.

## La obra
Ariel está situado dentro del contexto vanguardista del surrealismo catalán, del cual Joan Miró y Josep Vicenç Foix eran exponentes destacados, cada cual en su respectivo ámbito artístico. En cuanto a la música, Gerhard intentó abandonar el tradicional carácter funcional de la música para ballet. Su intención estética fue la búsqueda de una música absoluta con identidad propia.

### ArielyLa Tormenta
Se conoce que el ballet se inspira en la obra de Shakespeare, La tormenta. Lo que no se sabe es si esta decisión fue de Foix o de Gerhard. De cualquier forma, la decisión de elegir esta obra concreta de todo el catálogo de Shakespeare para transformarla en un ballet está claramente vinculado con la estética surrealista del proyecto. Del mismo modo que El sueño de una noche de verano, esta comedia destaca por el uso de materiales imaginativos en un ambiente que podríamos calificar de psíquico y que se introduce perfectamente en el modelo surrealista de ballet que propone Gerhard. El carácter antagónico de los personajes, su naturaleza inmaterial y su vinculación con la mística, hacen de La tormenta una obra muy sugerente para ser convertida en ballet.

### Estructura de la obra
Ariel está compuesta como un solo acto continuo, que se organiza en cuatro secciones:
1. Allegro molto
2. Adagio
3. Tempo giusto
4. Tempo stretto

Cada una de estas secciones describen musicalmente la oposición de Ariel-Cáliban. El conflicto entre los dos personajes antagónicos atraviesa cuatro estados: el primero (Allegro molto) es la personificación del antagonismo y la representación de la dualidad latente en la obra; el segundo (Adagio), la tristeza y el miedo; el tercero (Tempo giusto, Tempo rubato) representa la pugna y la angustia de Ariel contra el mal; y el cuarto (Tempo stretto) el desenlace. Cada uno de estos movimientos conlleva una serie de episodios variados o incluso opuestos. Sin embargo, todos ellos se encuentran perfectamente enlazados por una misma línea de composición.

### Estética musical
En Ariel, Gerhard no hace una referencia explícita a elementos folclóricos de la cultura catalana, a diferencia de otras obras suyas. En esta se presenta un lenguaje mucho más "centroeuropeo". Se caracteriza por un alto grado de cromatismo y un tratamiento libre de los doce tonos. Gerhard no utiliza de nuevo estos elementos compositivos hasta muchos años después. Hace uso de un lenguaje "post-Mahleriano" más que "Schoenbergiano" el cual predomina en toda la obra. Este carácter es muy evidente en el Adagio y se mantiene potente en el Tempo Giusto, a pesar de tener un estilo más neoclásico.

### Connotaciones políticas
El argumento de Ariel y la oposición entre el bien y el mal que representan sus personajes (Ariel-Cáliban) podría ser interpretado como un reflejo de la situación política en Cataluña durante la Segunda República Española. Esta dualidad transporta al oyente a la tensión entre los dos bandos políticos y las insurrecciones obreras duramente reprimidas durante el Bienio Conservador o Bienio Negro (1933-1935). Puede establecerse una relación entre Ariel y los enfrentamientos del gobierno radical cedista con el movimiento catalanista e independentista y la proclamación del estado federal catalán desde la Generalitat en 1934. 

## Adaptación y posterior estreno
Ariel no llegó a representarse en forma de ballet por el hecho de que Massine encontró la música excesivamente sinfónica. Según Joaquim Homs, es muy posible que la excesiva duración de la Adagio fuera uno de los factores determinantes que desembocaron en esta decisión. Se especula que el coreógrafo recibió la propuesta con una mentalidad muy conservadora. Otros autores señalan el inicio de la Guerra Civil Española como el motivo principal para abandonar el proyecto. 
Después de aceptar la imposibilidad de ver su obra representada, Gerhard convirtió Ariel en una suite de concierto, que ganó el premio Isaac Albéniz de la Generalidad de Cataluña, en 1935. La Suite fue estrenada en el festival de SIMC en 1936, festival donde también se interpretó el Concierto para violín A la memoria de un ángel de Alban Berg.